# ロラン・ボナパルト

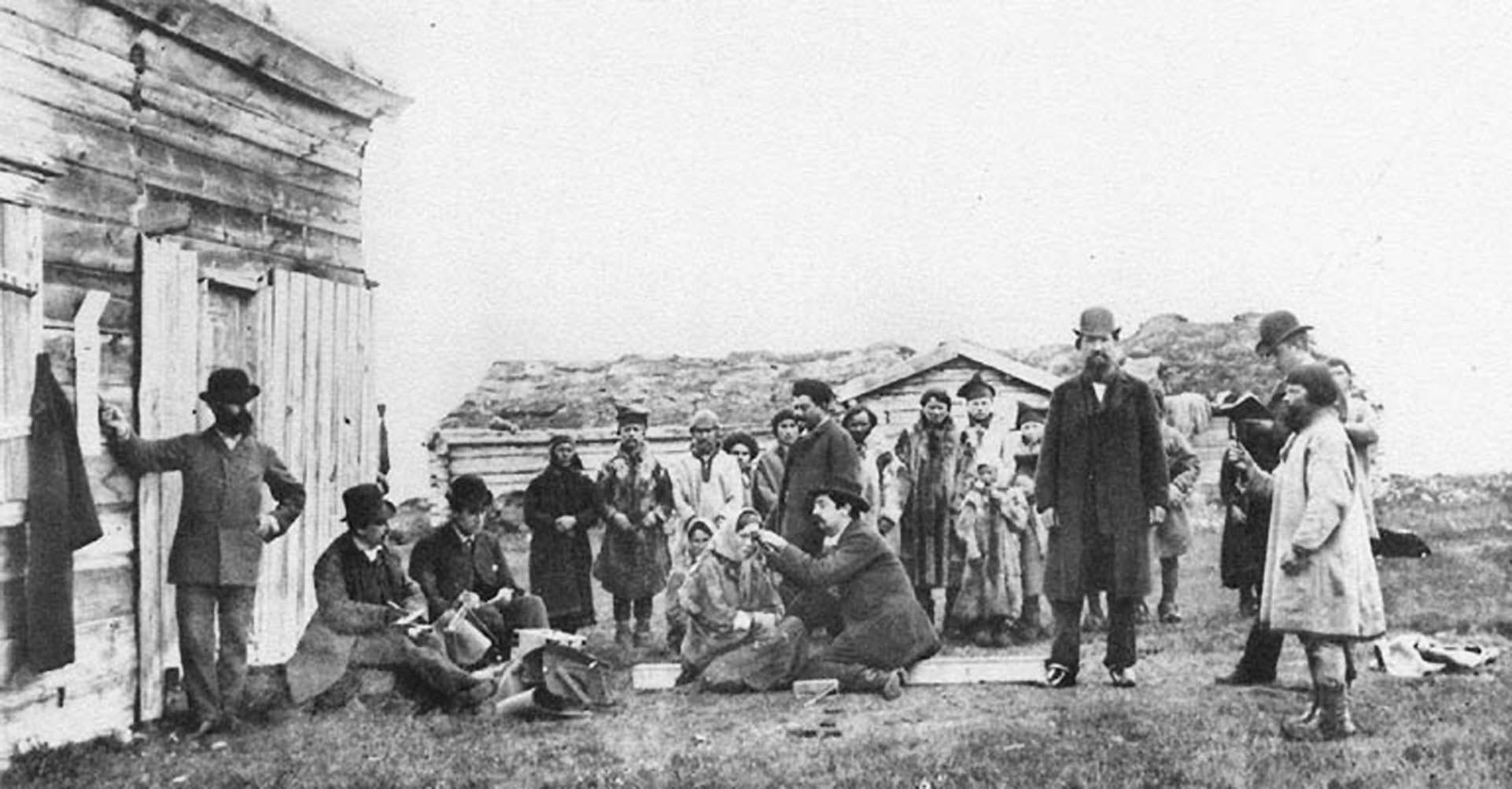
サーミ女性の頭囲を測定するフランス探検隊

ロラン・ナポレオン・ボナパルト（Roland Napoléon Bonaparte、1858年5月19日 - 1924年4月14日）はフランスの貴族、博物学者。パリ地理学会やフランス天文学会の会長を務めた。

## 略歴
第二帝政下のパリで、ピエール＝ナポレオン・ボナパルトの息子に生まれた。リュシアン・ボナパルト（皇帝ナポレオン1世の弟）の孫にあたる。
1880年に、モンテカルロでカジノを創業独占し、"モンテカルロの魔術師"、"ホムブルクの魔術師"と呼ばれていた大富豪フランソワ・ブラン (fr) の娘マリー・ブラン (fr) と結婚した。一人娘のマリー・ボナパルトはギリシャ王子のゲオルギオスと結婚することになる。妻マリー・ブランは娘マリーの出産の少し後に没し、ロランに大きな財産を残した。ロランはアフリカ、アジア、アメリカへの多くの学術探検の資金援助をし、多くの博物標本のコレクションを築いた。
1886年にノルウェー北部のサーミ人の学術調査に参加し、身体計測や写真撮影などを行った。1910年から没するまで、パリ地理学会の会長を務め、1921年から1923年の間はフランス天文学会の会長も務め、1919年にはフランス植物学会の会長も務めた。
1899年に従兄弟の第5代ムジニャーノおよびカニーノ公のナポレオン・シャルル・ボナパルトが没した後、第6代ムジニャーノおよびカニーノ公の継承者となるが、この称号を維持せず、リュシアン・ナポレオンの男系の家系はロラン・ナポレオン・ボナパルトの死によって途絶えた。
フランス南極探検隊のリーダー、ジャン・バティスト・シャルコーによって南極の岬、ボナパルト・ポイントに命名された。ノルウェーの湖の名、Bonapartesjøenもロラン・ナポレオン・ボナパルトに因んでいる。

## 著作の一部
- 1884 Les Habitants de Suriname, notes recueillies à l'Exposition coloniale d'Amsterdam en 1883
- 1885 Les Derniers voyages des Néerlandais à la Nouvelle-Guinée
- 1890 Le Premier établissement des Néerlandais à Maurice
- 1891 Une Excursion en Corse